# 짱구는 못말려 극장판: 어른 제국의 역습
《짱구는 못말려 극장판: 어른 제국의 역습》(일본어: 映画クレヨンしんちゃん嵐を呼ぶモーレツ!オトナ帝国の逆襲)은 2001년 제작된 일본의 애니메이션 영화다.
우스이 요시토의 《주간 액션》에 연재된 만화 《크레용 신짱》을 원작으로 하여 제작된 TV시리즈 《짱구는 못말려》의 극장용 애니메이션 영화 시리즈 9편이다.
원어 제목의 아라시(嵐)는 몹시 거센 바람을 의미하는 일본의 단어다. 폭풍우와 비슷한 개념으로 사용된다. 또한 모레츠(モーレツ)는 외래어를 표기하는 카타카나로 표현되었으며, 발음상으로는 기세가 사나움을 의미하는 맹렬(猛烈)과 같은 의미를 가진다. 오토나(オトナ)는 외래어를 표기하는 카타카나로 표현되었으며, 발음상으로는 어른을 의미하는 단어다.
대한민국에서는 대원방송㈜에서 수입하고 한국식 이름과 한국어 더빙작업을 하여 《극장판 짱구는 못말려 어른제국의 역습》이라는 이름으로 만 15세 이상 관람가 등급으로 챔프TV, 애니원, 애니박스, 채널CGV 등에서 방영되었다. 대원방송㈜에서는 한국어 더빙으로 진행하였으나 영화 내의 주제가, 오프닝, 엔딩곡 등은 방송사에 따라 원어 자막(또는 생략)으로 방영되었다.

## 줄거리
어느날, 카스카베 마을(떡잎마을)에 지나간 세월을 즐길 수 있는 20세기 박물관이라는 테마파크가 새로 생겼다. 이후 어른들은 날마다 박물관을 찾아와 추억을 즐기며 즐거워하지만 놀이방에 방치되는 아이들은 박물관을 재미없어 한다. 한날은 다함께 20세기 박물관에 모여 즐겁게 놀자는 광고방송이 흘러나왔는데 그 직후부터 노하라 부부(신영식, 봉미선)를 비롯한 모든 카스카베 마을 어른들이 어린아이처럼 바깥에서 옛날놀이를 하며 뛰어노는 등 이상하게 변해버렸다. 신노스케(신짱구)는 이상하게 변해버린 부모를 멀리하며 히마와리(신짱아)를 업고 유치원에 가려고 했지만 유치원에서도 원장 부부와 교사들이 자기들끼리 노느라 유치원 운영은 뒷전이었다. 그러다 아기자기한 멜로디가 흘러나오는 확성기가 달린 트럭들이 도착하자 어른들은 약속이라도 한듯 짐칸에 올라탔다. 그때 마찬가지로 짐칸에 타 있는 부모를 발견한 신노스케(신짱구)는 트럭을 쫓아가보지만 놓치고 만다.
어른들이 모두 사라진 마을에는 아이들만 남았고 카스카베 방위대(떡잎마을  방범대) 또한 오갈곳이 없어져 신노스케네 집에 모였다. 그때 손전등 대용으로 쓰고있던 라디오에서 의문의 방송이 흘러나왔다. 방송을 송출하는 사람은 추악한 21세기를 없애고 20세기로 만드려는 음모를 꾸미는 거대 비밀조직 '예스터데이 원스 모어(Yesterday Once More)'의 리더 켄. 20세기 박물관은 음모를 시행하기 위한 발판이었던 것이다. 그는 부모를 보고싶다면 자신의 대원들이 몰고온 트럭에 타라고 했고 타지 않을경우 반항하는 것으로 간주하고 내일 아침 8시를 기해 모두 체포하겠다고 한다. 방송이 끝나자마자 밖에서는 트럭소리가 났고 마사오(이훈이)는 재빨리 뛰어가려고 했지만 토오루(김철수)가 저녁에서야 데리러 오는게 수상하다며 못가게 막았다. 그리고 동네에 있다가는 금방 잡힐것이 뻔했기에 신노스케(신짱구)의 아이디어로 폐점된 백화점에 가서 숨는다.
다음날, 신노스케(신짱구)가 알람을 8시 정각으로 맞춰놓는 바람에 도망칠 타이밍을 놓친 카스카베 방위대(떡잎마을 방범대). 결국 대원들에게 포위당했지만 기지를 발휘해 가까스로 도망쳐 나왔다. 우선 급한대로 바깥에 주차되어 있던 후타바 유치원 통학버스에 숨어들어 대원들의 수가 줄어들때까지 기다렸는데 어찌된 영문인지 줄어들기는커녕 점점 더 늘어났다. 그때 신노스케(신짱구)는 위험하고 무모한 아이디어를 생각해냈다. 바로 자신들이 직접 운전을 해서 도망가자는 것. 그렇게 다섯살 유치원생들의 버스운전이라는 다소 위험하고 무모한 추격전이 시작되었다

## 등장인물
- 노하라 신노스케-신짱구
- 노하라 히로시-신형만(짱구 아빠)
- 노하라 미사에-봉미선(짱구 엄마)
- 노하라 히마와리-신짱아
- 카자마 토루-철수
- 사쿠라다 네네-유리
- 사토 마사오-훈이
- 보오-맹구
- 원장선생님
- 부원장선생님(원장선생님의 부인)
- 요시나가 미도리 선생님-채성아 선생님
- 마츠자카 우메 선생님-나미리 선생님
- 아게오 마스미 선생님-고순희(차은주) 선생님
- 켄
- 챠코

## 캐스트
- 노하라 신노스케 - 야지마 아키코
- 노하라 히로시 - 후지와라 케이지
- 노하라 히로시 (어린 시절) - 미타 유코
- 노하라 미사에 - 나라하시 미키
- 노하라 히마와리 - 코오로기 사토미
- 시로 - 마시바 마리
- 노하라 긴노스케 - 마츠오 긴조
- 노하라 츠루 - 키타가와 치에
- 카자마 토루 - 마시바 마리
- 사쿠라다 네네 - 하야시 타마오
- 사토 마사오 - 이치류사이 테이유우
- 보오 - 사토우 치에
- 원장 선생님 - 나야 로쿠로
- 부원장 선생님 - 타키자와 로코
- 요시나가 미도리 선생님 - 타카다 유미
- 마츠자카 우메 선생님 - 토미자와 미치에
- 아게오 마스미 선생님 - 미츠이시 코토노
- 켄 - 츠카야마 마사네
- 챠코 - 코바야시 아이
- 텔레비전 목소리 - 세키네 츠토무, 코사카이 카즈키
- 가스카베 책방 점장 - 쿄다 히사코
- 나카무라 - 키시로 사쿠라코
- 기타모토 - 스즈키 레이코
- 카자마 미네코 - 타마가와 사키코
- 사쿠라다 모에코 - 하기모리 준코
- 마사오의 엄마 - 오오츠카 토모코
- 단 라자야 - 챠후린
- 오오하라 나나코 - 사유리
- 히어로 썬 - 칸나 노부토시
- 괴수 배우 - 에가와 히사오
- 술집 - 오카노 코스케
- 정육점 - 오오니시 타케하루
- 국수 가게 - 스즈무라 켄이치
- 생선 가게 - 코지마 치하루
- 아나운서 - 이케하라 사유리
- 대원 - 이토 켄타로
- 접수원 - 우와가와 에미
- 안내원 - 쿠도 카호코

## 한국어 더빙
- 짱구 - 박영남
- 짱구 아빠 - 오세홍
- 짱구 엄마 / 맹구 - 강희선
- 짱아 / 철수 / 철수 엄마 - 여민정
- 흰둥이 / 유리 / 유리 엄마 - 장경희
- 짱구 할아버지 / 태양맨 - 김기흥
- 짱구 할머니 - 정유미
- 훈이 / 유지혜 / 고순희 - 정혜옥
- 원장 - 현경수
- 부원장 / 훈이 엄마 - 주자영
- 채성아 - 하은진
- 나미리 - 윤여진
- 켄 - 성완경
- 미셸 - 임은정

## 스태프
- 원작 : 우스이 요시토 《크레용 신짱》
- 캐릭터 원안 : 우스이 요시토
- 작화감독 : 하라 카츠노리, 츠츠미 노리유키, 마마다 마스오
- 미술감독 : 코가 토오루, 시미즈 토시유키
- 캐릭터 디자인 : 스에요시 유우이치로, 하라 카츠노리
- 촬영감독 : 우메다 토시유키
- 점토 애니메이션 : 이시다 타쿠야
- 음악 : 아라카와 토시유키, 하마구치 시로
- 녹음감독 : 오오쿠마 아키라
- 편집 : 오카야스 하지메
- 치프 프로듀서 : 모기 히토시, 오오타 켄지, 이쿠다 히데타카
- 감독 · 각본 : 하라 케이이치
- 그림 콘티 : 하라 케이이치, 미즈시마 츠토무
- 연출 : 미즈시마 츠토무
- 색채 설계 : 노나카 사치코
- 동화 체크 : 오하라 켄지
- 연출 보좌 : 박경순
- 동화 : 스튜디오 정글짐, 교토 애니메이션, 애니메이션 Do, 테츠카 프로덕션, 신에이 동화, 무겐칸, M.I, 스튜디오 자엔도, 스튜디오 다브, M.S.J, 매드하우스, 스튜디오 메이츠
- 마무리 : 교토 애니메이션, 오피스 푸우, 라이트 풋, 스튜디오 로드, M.I, 매드하우스, 트레이스 스튜디오 M, 베이징샤라쿠미술예술품유한공사
- 특수효과 : 마에카와 타카시
- 배경 : 스튜디오 유니, 아틀리에 로쿠
- 촬영 : 아사히 프로덕션
- CGI : 츠츠미 노리유키
- 엔딩 합성 : 카시와바라 켄지
- 음향제작 : 오디오 플래닝 유
- 음향제작 데스크 : 카토 토모미, 야마구치 사야카
- 음향제작진행 : 스즈키 노리코, 이자와 토모이
- 레코딩 스튜디오 : APU 스튜디오
- 믹서 : 타나카 아키요시, 오오시로 히사노리
- 어시스턴트 믹서 : 타구치 노부타카, 우치야마 히로아키, 야마모토 히사시, 카네코 토시야, 츠지 마코토
- 효과 : 마츠다 아키히코, 하라다 아츠시 (피즈 사운드 크리에이션)
- 효과 조수 : 와시오 켄타로
- 음악협력 : 이매진, 사이토 유지
- 스코어 믹서 : 나카무라 아츠시
- 편집 : 코지마 토시히코, 나카하 유미코, 무라이 히데아키, 카와사키 아키히로, 미야케 요시키
- 타이틀 : 미치카와 아키라
- 현상 : 도쿄 현상소
- 기술협력 : 모리 미키오, 카와히가시 츠토무
- 디지털 광학녹음 : 니시오 노보루
- 협력 : 일본만국박람회기념협회
- 프로듀서 : 야마카와 준이치, 와다 야스시(신에이 동화), 후쿠요시 켄(테레비 아사히)
- 제작 데스크 : 타카하시 와타루, 카이세이 사토시
- 제작진행 : 니시카와 아키히코, 타카하시 레나, 키노 타케시, 히로카와 코우지
- 제작 : 신에이 동화, 테레비 아사히, ASATSU-DK
- 배급 : 토호

### 원화
- 스에요시 유우이치로, 오오츠카 마사미, 타카쿠라 요시히코, 사토 마사히로, 호시노 마모루

- 이즈미 키누코, 오와시 히데토시, 하야시 시즈카, 마츠야마 마사히코, 스즈키 다이시

- 요시다 타다카츠, 시노하라 마리코, 마츠시타 요시히로, 마츠모토 토모유키, 오오쿠보 오사무

- 시미즈 켄이치, 시게토 이와오, 카도하리 히토미

- 하라 카츠노리, 마마다 마스오

- 교토 애니메이션 / 키가미 요시지, 타카하시 히로유키

- 애니메이션 Do / 요네다 미츠요시, 카미우츠 타츠오, 우에노 마리코

- 스튜디오 정글짐 / 미우라 타카히로, 야마구치 야스노리, 하세카와 테츠야, 카마타 유스케

- 테츠카 프로덕션 / 요시무라 마사테루, 우치다 히로시, 미우라 아츠야, 카타야마 미유키, 호소이 미에코, 나카가와 와타루

## VHS·DVD
- VHS - 2002년 3월 25일 반다이 비주얼에서 발매
- DVD - 2002년 11월 25일 반다이 비주얼에서 발매